# 黑手党III
《黑手党III》是由Hangar 13與2K Czech共同開發、2K Games發行的一款動作冒險遊戲。本作是2K Games2010年遊戲《四海兄弟II》的續作，目前已發行在市面上。其講述的是主角林肯‧克雷遭黑手黨家族背叛，而進行復仇的故事。結局多樣性，選擇任何一個都會給林肯帶來不同的命運。續集前傳《Mafia: The Old Country》安排在2025年發行。

## 劇情
1968年新波爾多的世界中，林肯‧克雷從越戰歸來多年後，回到故鄉新波爾多，林肯打算擺脫過去的犯罪生活。當那個曾經接納過他的家 - 「黑人幫派」 - 遭到義大利黑手黨的背叛且被滿門抄斬，林肯肩負起黑幫好漢的責任，從舊家的灰燼當中建立新家族，並踏上軍事級的復仇之路。想在新波爾多的險惡街道上生存下來，瘋狂激烈的槍戰、撼人的徒手戰鬥、刺激無比的飛車駕駛、艱難抉擇和街頭求生智慧都是不可或缺的。但是，靠著對的伙伴、艱困的抉擇和幹些齷齪的差事，就有可能成為城市黑社會的老大。

## 未來
2020年5月13日，宣佈推出《四海兄弟：三部曲》。